# Grand Prix automobile d'Italie 2013
GP précédent GP suivant
Le Grand Prix automobile d'Italie 2013 (Formula 1 2013 Gran Premio d'Italia), disputé le 8 septembre 2013 sur le circuit de Monza, est la 890e épreuve du championnat du monde de Formule 1 courue depuis 1950, année où elle figurait déjà au calendrier sur le même circuit. Il s'agit de la soixante-quatrième édition du Grand Prix d'Italie comptant pour le championnat du monde de Formule 1, la soixante-troisième se tenant à Monza, et de la douzième manche du championnat 2013.
Les Red Bull-Renault se montrent supérieures lors des qualifications : Sebastian Vettel domine chacune des trois manches et est le seul, avec son coéquipier Mark Webber, à boucler un tour du circuit de Monza en moins de 1 minute et 24 secondes. Le triple champion du monde allemand obtient sa troisième pole position de la saison, sa quarantième depuis ses débuts en Formule 1 ; son coéquipier australien s'installe en première ligne à ses côtés. Nico Hülkenberg, au volant de sa Sauber, prend la troisième place sur la grille de départ, suivi par les deux Ferrari de Felipe Massa et Fernando Alonso. La deuxième manche des qualifications est fatale à Lewis Hamilton, Kimi Räikkönen, Romain Grosjean et Adrian Sutil, relégués au-delà de la dixième place sur la grille.
Sebastian Vettel s'impose au terme des cinquante-trois tours de course, après s'être montré dominateur du départ à l'arrivée, comme deux semaines plus tôt en Belgique. Il gagne sa sixième course de la saison, la trente-deuxième de sa carrière, ce qui lui permet de rejoindre Fernando Alonso au palmarès des vainqueurs de Grand-Prix. Le pilote espagnol amène sa Ferrari à la deuxième place de la course grâce à ses dépassements sur Nico Hülkenberg au départ, Mark Webber au quatrième tour et Felipe Massa dans la huitième boucle. À l'arrivée du dernier Grand Prix de la saison sur le sol européen, Mark Webber prend la troisième place, suivi de Massa, Hülkenberg, Nico Rosberg, Daniel Ricciardo, Romain Grosjean, Lewis Hamilton et Jenson Button qui prend le dernier point en jeu.
Avec 222 points, Vettel porte son avance en tête du championnat sur Fernando Alonso à 53 points. Le pilote Ferrari conserve la deuxième place du classement des pilotes avec 169 points. Lewis Hamilton reste troisième du championnat avec 141 points et accroît légèrement son avance sur Kimi Räikkönen qui n'a pas marqué et stagne à la quatrième place du classement mondial avec 134 points ; suivent Mark Webber (troisième du Grand Prix) avec 130 points, Nico Rosberg (sixième de la course) avec 104 points.
Au classement des constructeurs, Red Bull Racing reste en tête avec 352 points et précède la Scuderia Ferrari (248 points) repassée devant Mercedes Grand Prix (245 points) ; suivent Lotus (191 points), McLaren (66 points), Force India (61 points), Toro Rosso (31 points), Sauber (17 points) et Williams (1 point). Neuf des onze écuries engagées au championnat ont marqué des points, Caterham et Marussia n'en ayant pas encore inscrit.

## Essais libres

### Première séance, le vendredi de 10 h à 11 h 30
| Pos. | Pilote           | Voiture          | Chrono         | Écart     |
| ---- | ---------------- | ---------------- | -------------- | --------- |
| 1    | Lewis Hamilton   | Mercedes         | 1 min 25 s 565 |           |
| 2    | Fernando Alonso  | Ferrari          | 1 min 25 s 600 | + 0 s 035 |
| 3    | Nico Rosberg     | Mercedes         | 1 min 25 s 704 | + 0 s 139 |
| 4    | Sebastian Vettel | Red Bull-Renault | 1 min 25 s 753 | + 0 s 188 |
| 5    | Kimi Räikkönen   | Lotus-Renault    | 1 min 25 s 941 | + 0 s 376 |
| 6    | Sergio Pérez     | McLaren-Mercedes | 1 min 26 s 007 | + 0 s 442 |

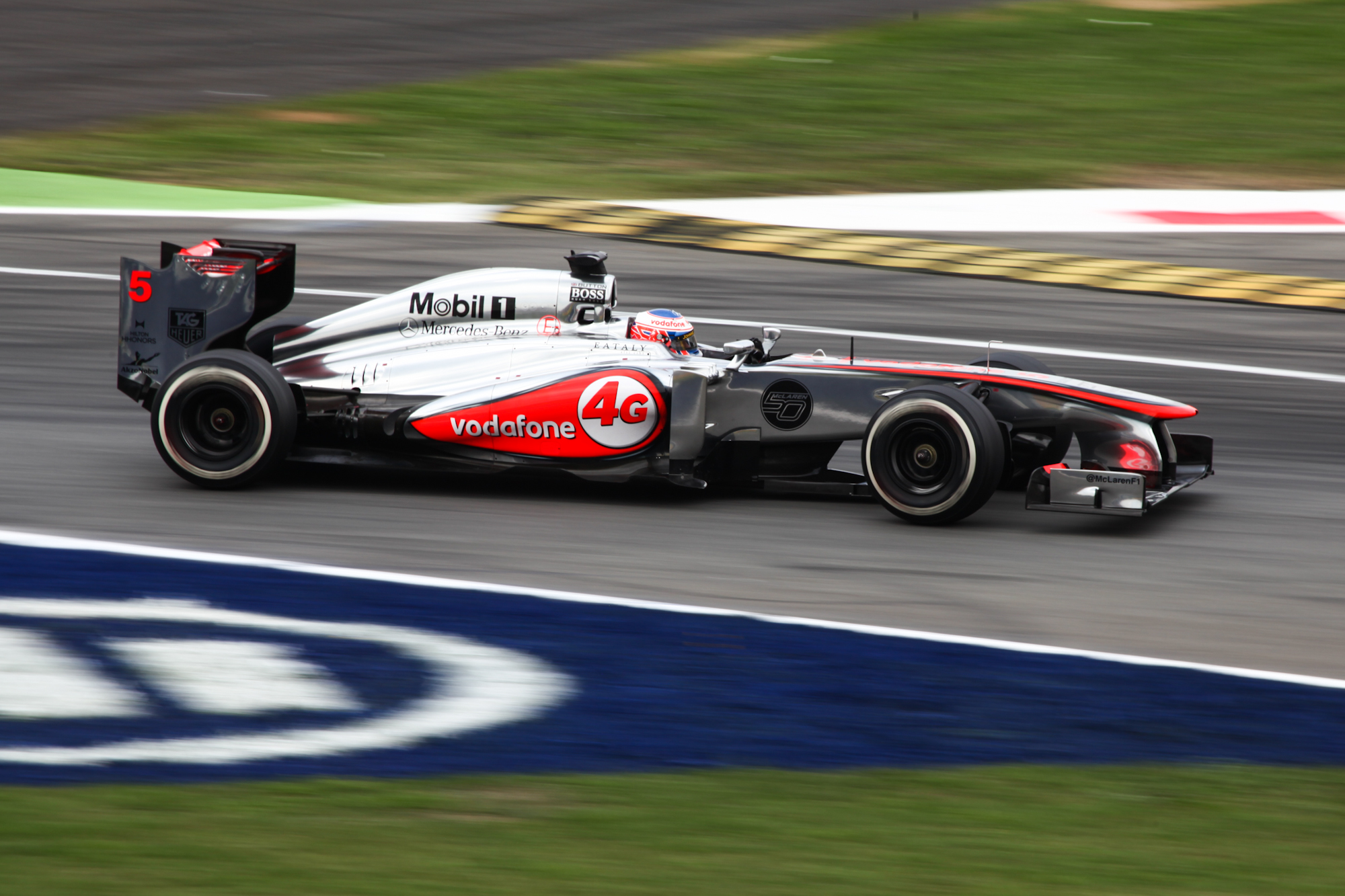
Jenson Button au Grand Prix d'Italie 2013.

Il fait beau et chaud, avec une température de 27 °C dans l'air et une piste à 35 °C, au début de la première séance d'essais libres du Grand Prix d'Italie. Les pilotes s'élancent les uns après les autres pour boucler plusieurs tours d'installation afin de préciser les réglages aérodynamiques particuliers à ce circuit qui nécessite des niveaux d'appuis très inférieurs aux autres tracés de la saison. La monoplace de Felipe Massa est ainsi badigeonnée de flo-vis, une peinture fluorescente permettant de visualiser la direction des flux d'air,,. 
Rodolfo González, vingt minutes après le début de session, fixe le temps de référence en 1 min 34 s 918 puis l'améliore à deux reprises (1 min 30 s 795 puis 1 min 30 s 277). Les pilotes chaussés de pneus plus durs constatent que les températures optimales de fonctionnement ne sont pas aisées à atteindre : il leur faut, tout comme lors du Grand Prix d'Italie 2012, enchaîner au moins deux à trois tours lancés pour atteindre la pleine efficacité de leurs gommes. Jenson Button pointe ensuite en tête avec deux tours bouclés en 1 min 29 s 494 et 1 min 27 s 715 puis cède sa place à son coéquipier Sergio Pérez qui enchaîne une série de tours lancés (1 min 27 s 238, 1 min 26 s 663, 1 min 26 s 497 et 1 min 26 s 007),,. 
Alors qu'il reste encore quarante-cinq minutes, Sebastian Vettel, dès ses premiers tours lancés, s'installe en tête du classement en 1 min 25 s 914. Si les pilotes n'améliorent quasiment pas leurs performances jusqu'à la fin des essais, Vettel est finalement relayé en tête par ses rivaux au championnat du monde : Fernando Alonso tourne en 1 min 25 s 863 et, à dix minutes du terme, Lewis Hamilton établit la meilleure performance de la session en 1 min 25 s 565. À l'issue des essais, quatorze pilotes se tiennent dans la même seconde,,. 
Plusieurs pilotes sont sortis de la piste au nieau de la première chicane ; Pastor Maldonado a quitté la piste à la chicane Ascari, sans dommage pour sa monoplace. Nico Hülkenberg a, pour sa part, connu un problème de boîte de vitesses,,. 
- James Calado, pilote essayeur chez Force India, remplace Adrian Sutil lors de cette séance d'essais.
- Heikki Kovalainen, pilote essayeur chez Caterham F1 Team, remplace Giedo van der Garde lors de cette séance d'essais.
- Rodolfo González, pilote essayeur chez Marussia F1 Team, remplace Jules Bianchi lors de cette séance d'essais.

### Deuxième séance, le vendredi de 14 h à 15 h 30
| Pos. | Pilote           | Voiture          | Chrono         | Écart     |
| ---- | ---------------- | ---------------- | -------------- | --------- |
| 1    | Sebastian Vettel | Red Bull-Renault | 1 min 24 s 453 |           |
| 2    | Mark Webber      | Red Bull-Renault | 1 min 25 s 076 | + 0 s 623 |
| 3    | Kimi Räikkönen   | Lotus-Renault    | 1 min 25 s 116 | + 0 s 663 |
| 3    | Romain Grosjean  | Lotus-Renault    | 1 min 25 s 116 | + 0 s 663 |
| 5    | Fernando Alonso  | Ferrari          | 1 min 25 s 330 | + 0 s 887 |
| 6    | Lewis Hamilton   | Mercedes         | 1 min 25 s 340 | + 0 s 897 |

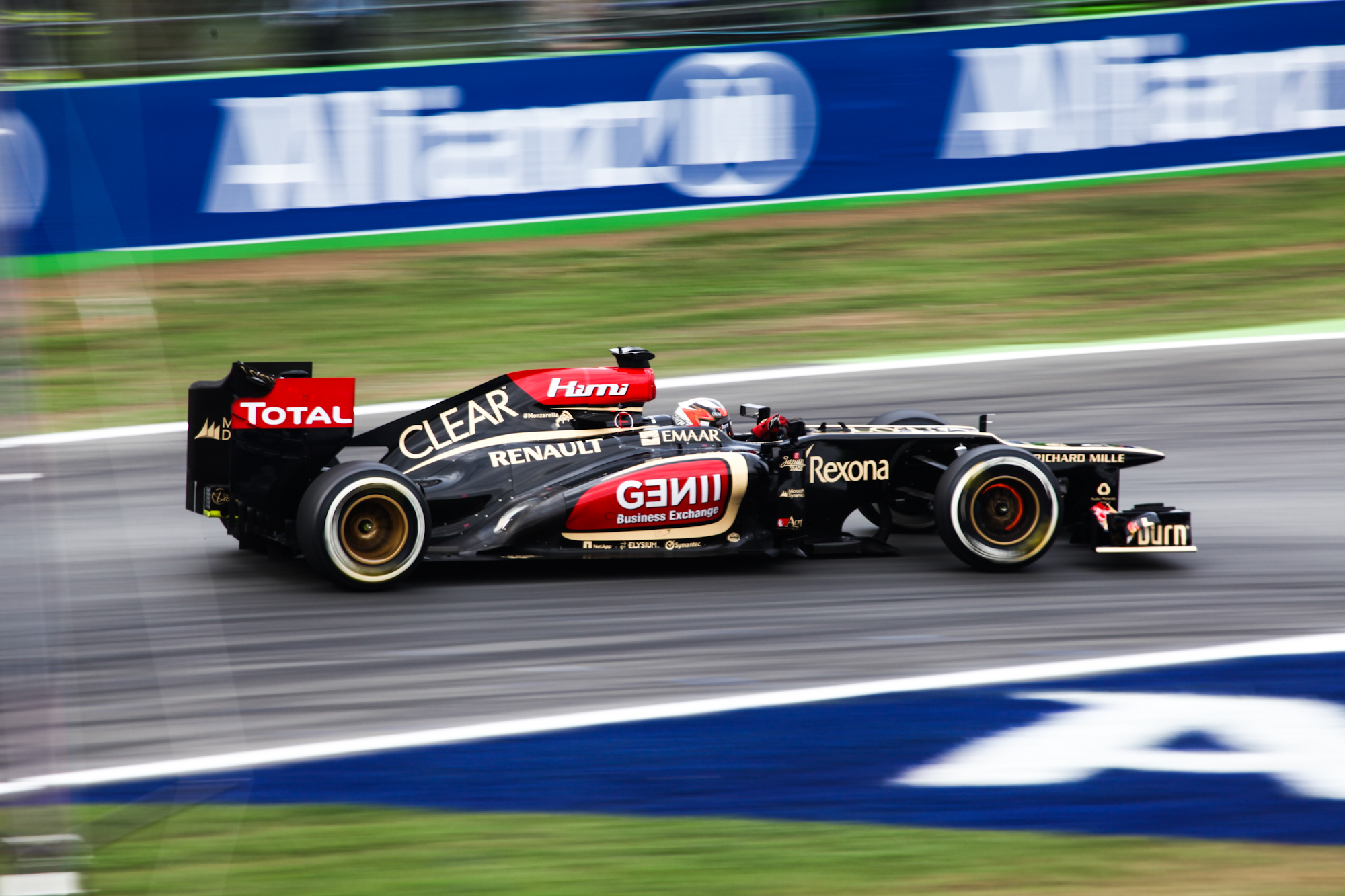
Kimi Räikkönen au Grand Prix d'Italie 2013.

La météo reste au beau fixe au départ de la deuxième séance d'essais libres de la douzième manche du championnat. La température est désormais de 30 °C dans l’air et de 44 °C en piste, des conditions plus chaudes que durant la matinée qui permettent aux pneus durs Pirelli d'atteindre plus rapidement dans leur optimum d'adhérence. Les pilotes s'élancent rapidement en piste et Max Chilton fixe le temps de référence en 1 min 28 s 747,,. 
Jenson Button améliore en 1 min 27 s 108 mais son temps est successivement battu par Kimi Räikkönen (1 min 27 s 100), Daniel Ricciardo (1 min 27 s 091) et Sergio Pérez (1 min 26 s 700) ; Räikkönen repasse en tête en 1 min 25 s 725 puis est devancé par Sebastian Vettel, en deux temps (1 min 25 s 616, 1 min 25 s 038),,. 
Quelques minutes plus tard, alors qu'il reste encore une heure d'essais, Ricciardo et Valtteri Bottas chaussent les premiers les pneus tendres ; s'ils semblent avoir du mal à les faire monter en température, ce n'est pas le cas de Vettel qui reprend la piste chaussé de la même manière et améliore, avec une première série de tours conclue en 1 min 24 s 721 puis une seconde série conclue en 1 min 24 s 453, meilleur temps de la séance,,. 
Kimi Räikkönen, au volant d'une Lotus E21 à empattement long, et Romain Grosjean, qui dispose de la version initiale de la monoplace dont l'empattement fait dix centimètres de moins réalisent exactement le même temps. Williams F1 Team n'a toujours pas résolu ses problèmes aérodynamiques puisque, à moteur égal, Valtteri Bottas concède 24 km/h en vitesse de pointe au bout de la ligne droite à Vettel. Comme lors de la séance matinale, de nombreux pilotes sont victimes de sorties de piste lors des points de freinage (Jules Bianchi, Lewis Hamilton, Nico Rosberg ou Romain Grosjean entre autres),,.

### Troisième séance, le samedi de 11 h à 12 h
| Pos. | Pilote           | Voiture             | Chrono         | Écart     |
| ---- | ---------------- | ------------------- | -------------- | --------- |
| 1    | Sebastian Vettel | Red Bull-Renault    | 1 min 24 s 360 |           |
| 2    | Fernando Alonso  | Ferrari             | 1 min 24 s 643 | + 0 s 283 |
| 3    | Mark Webber      | Red Bull-Renault    | 1 min 24 s 677 | + 0 s 317 |
| 4    | Lewis Hamilton   | Mercedes            | 1 min 24 s 712 | + 0 s 352 |
| 5    | Sergio Pérez     | McLaren-Mercedes    | 1 min 24 s 864 | + 0 s 504 |
| 6    | Daniel Ricciardo | Toro Rosso- Ferrari | 1 min 24 s 865 | + 0 s 505 |

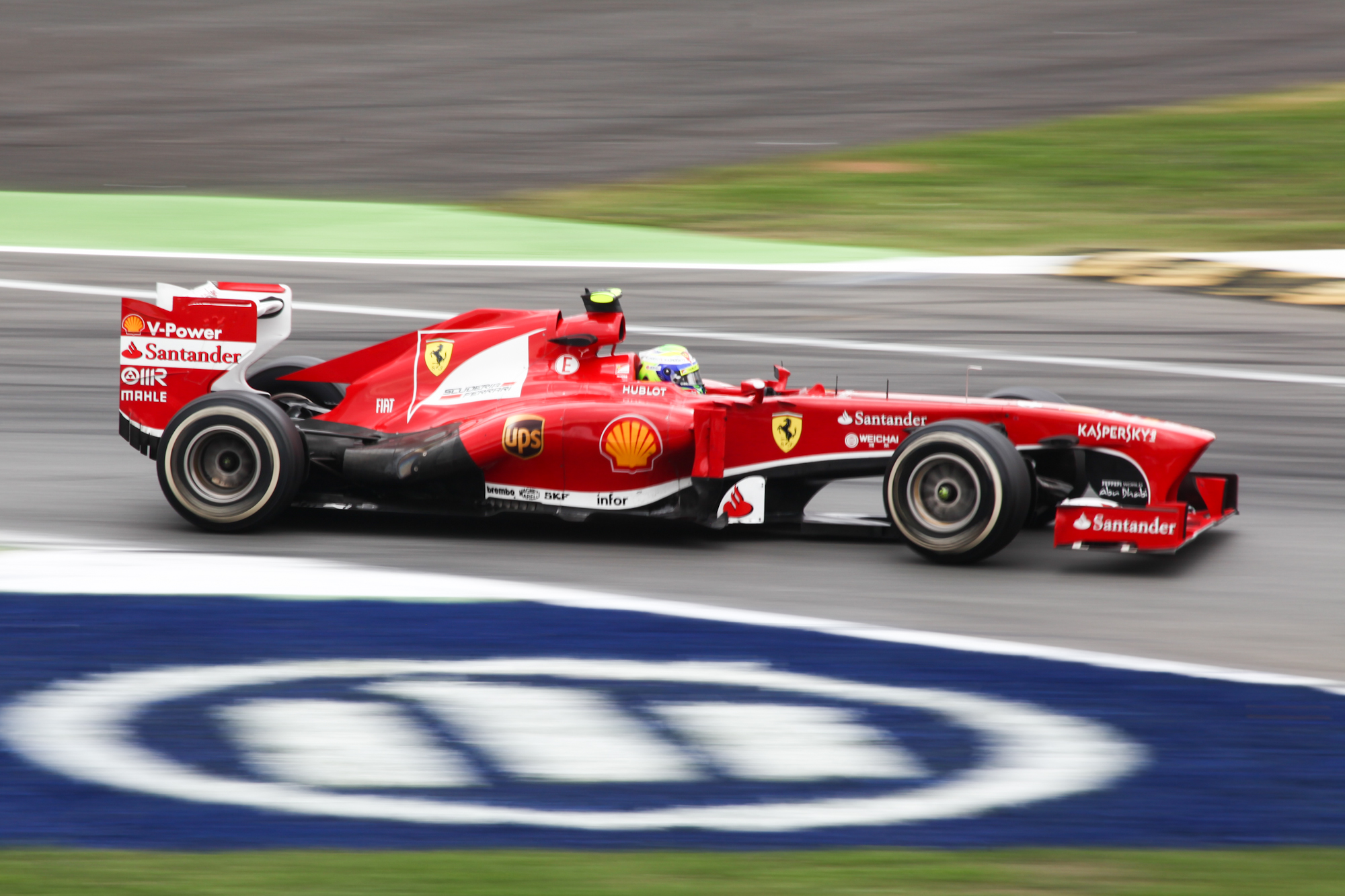
Felipe Massa au Grand Prix d'Italie 2013.

Il fait toujours beau et chaud au départ de la dernière séance d'essais libres du Grand Prix avec une température de 28 °C dans l'air et une piste à 36 °C. Les équipes vont principalement travailler sur les réglages en vue des qualifications en cherchant à optimiser l'aérodynamisme des monoplaces. Chez Ferrari, James Allison est présent pour la première fois dans le garage depuis son transfert de chez Lotus F1 Team. Les pilotes s'élancent immédiatement pour boucler leur tour d'installation et Charles Pic fixe le temps de référence en 1 min 31 s 737,,.
Giedo Van der Garde améliore rapidement en 1 min 28 s 728 puis est battu par Sergio Pérez (1 min 26 s 489) et Paul di Resta (1 min 26 s 230). Pérez reprend la tête avec un tour bouclé en 1 min 26 s 004 puis est devancé par Kimi Räikkönen (1 min 26 s 871), au volant de la Lotus E21 à empattement court qu'il utilisera également en qualification et en course, l'empattement long n'apportant aucun avantage sur ce circuit. Si Jean-Éric Vergne améliore en 1 min 25 s 551, Räikkönen reprend la main en 1 min 25 s 514,,. 
Sebastian Vettel se porte ensuite en haut du classement, grâce à deux tours bouclés en 1 min 24 s 947 puis 1 min 24 s 551. Le meilleur temps de la veille (fixé par Vettel en 1 min 24 s 453) n'a toujours pas été amélioré alors qu'il ne reste plus que vingt minutes dans la séance,,. 
Les premiers pneus tendres font leur apparition en piste quelques instants plus tard. À dix minutes du terme, Sebastian Vettel, ainsi chaussé, améliore son meilleur temps en 1 min 24 s 478 puis établit le meilleur temps de la session en 1 min 24 s 360. Treize pilotes se tiennent dans la même seconde à l'issue de cette session d'essais,,. 
Paul di Resta, victime d'un ennui technique, perd l'adhérence de son train arrière au freinage de la Parabolica et sort de la piste ; sa monoplace effleure les rails de sécurité et seul l'aileron avant est endommagé. Nico Rosberg, victime de soucis techniques (surchauffe), n'a bouclé que cinq tours durant cette séance. Williams F1 Team, en manque de vitesse de pointe la veille, semble avoir résolu ses problèmes puisque ses deux monoplaces ont pointé dans les dix premières pendant l'essentiel de la séance,,.

## Séance de qualifications

### Résultats des qualifications

#### Session Q1
Il fait toujours très beau et chaud au départ de la séance de qualification du Grand Prix d'Italie où les pilotes doivent tenir compte des conditions très particulières de montée en température des pneus. Les pilotes s'élancent immédiatement en piste, notamment Nico Rosberg qui n'a effectué que cinq tours durant la session d'essais matinale. Il est informé par radio que son relais devra durer au moins huit tours afin de parvenir à l'optimum des performances de ses pneumatiques,,.
Esteban Gutiérrez fixe le temps de référence en 1 min 26 s 293, performance rapidement battue par Rosberg (1 min 25 s 276), Jean-Éric Vergne (1 min 25 s 261) et Fernando Alonso (1 min 24 s 938). Vergne reprend le commandement en 1 min 24 s 630 mais son temps est amélioré par Lewis Hamilton (1 min 24 s 589) puis par Sebastian Vettel (1 min 24 s 319),,. 
Dans les ultimes instants de la séance, plusieurs pilotes, dont les deux coéquipiers chez Lotus F1 Team Kimi Räikkönen et Romain Grosjean ainsi que Rosberg, passent par les stands pour chausser leurs pneus tendres. Pastor Maldonado confirme les progrès réalisés par Williams F1 Team au fil des séances d'essais en se qualifiant pour la Q2 tandis que Force India semble en difficulté, ses pilotes se qualifiant de justesse en quinzième et seizième position,,. 
Les six pilotes éliminés sont Max Chilton et son coéquipier Jules Bianchi, Charles Pic et son coéquipier Giedo van der Garde, Valtteri Bottas et Esteban Gutiérrez,,.

#### Session Q2
Les pilotes se relancent en piste immédiatement, tous chaussés de pneus tendres et Daniel Ricciardo établit le premier tour chronométré en 1 min 24 s 746. Fernando Alonso améliore dans la foulée en 1 min 24 s 227, plus rapide de quatre dixièmes de seconde que son temps établi en Q1,,.
Lewis Hamilton est gêné par Adrian Sutil, au ralenti dans le virage de la Parabolica. Le Britannique, pour éviter l'accrochage, sort très large du virage et roule à grande vitesse dans les graviers en dispersant un grand nuage de poussière devant la ligne droite des stands. Si la monoplace n'est pas endommagée, les pneus d'Hamilton ne peuvent désormais plus lui permettre de réaliser un temps satisfaisant pour passer en Q3. Mercedes prend alors la décision de faire rentrer son pilote aux stands pour changer de pneus et tenter d'arracher la qualification au terme de deux nouveaux tours lancés,,.
À cinq minutes de la fin de séance, Hamilton n'est que quatorzième tandis que ni Sebastian Vettel ni Mark Webber n'ont aligné de tour chronométré : les pilotes Red Bull Racing ont reçu pour consigne d'attendre les ultimes instants de la session pour sortir en pneus tendres neufs,,.
Webber réalise un temps proche de celui d'Alonso et Sebastian Vettel, auteur de deux meilleurs derniers secteurs, réalise la meilleure performance de la deuxième phase en bouclant un tour en 1 min 23 s 977. À une minute du terme, Hamilton réalise le neuvième temps et, comme Romain Grosjean, Sergio Pérez, Adrian Sutil et Paul di Resta, reste sous la menace d'une élimination, au contraire des pilotes Toro Rosso : Daniel Ricciardo et Jean-Éric Vergne sont en effet parmi les sept premiers,,.
La séance se conclut par l'élimination de pilotes de pointe puisque, aux côtés de Pastor Maldonado et Paul di Resta figurent parmi les exclus de la dernière phase Adrian Sutil, Romain Grosjean, Lewis Hamilton et Kimi Räikkönen,,.

#### Session Q3
La dernière phase des qualifications se déroule sans Lewis Hamilton, détenteur de la pole position lors des quatre derniers Grands Prix, ainsi que sans les Lotus F1 Team. Les « invités surprise » sont les pilotes Scuderia Toro Rosso, McLaren Racing et Nico Hülkenberg, au volant d'une Sauber rarement performante cette saison,,.
Mark Webber réalise le premier temps chronométré en 1 min 23 s 990 mais ne reste pas longtemps en tête du classement car son coéquipier Sebastian Vettel améliore quelques instants plus tard en 1 min 23 s 859. Fernando Alonso conclut sa première série de tours lancés par la troisième place, juste devant son coéquipier Felipe Massa ; Daniel Ricciardo est cinquième devant Nico Rosberg, les autres pilotes n'ayant pas pris la piste,,.
Tous les pilotes rentrent après cette première tentative pour chausser de nouvelles gommes et les dix pilotes en lice prennent la piste pour profiter des deux dernières minutes de la séance. Jean-Éric Vergne, en pleine attaque, sort large dans la Parabolica, propulsant derrière lui un vaste nuage de poussière. Vettel améliore son temps en 1 min 23 s 755 et réalise la quarantième pole position de sa carrière. Il devance son coéquipier Webber, tandis que Nico Hülkenberg se place troisième sur la grille de départ. Massa est quatrième devant son chef de file Alonso ; suivent Rosberg, Ricciardo, Sergio Pérez, Jenson Button et Vergne,,.

### Grille de départ
| Pos.                                                                                      | Pilote              | Écurie               | Qualifications 1 | Qualifications 2 | Qualifications 3 |
| ----------------------------------------------------------------------------------------- | ------------------- | -------------------- | ---------------- | ---------------- | ---------------- |
| 1                                                                                         | Sebastian Vettel    | Red Bull-Renault     | 1 min 24 s 319   | 1 min 23 s 977   | 1 min 23 s 755   |
| 2                                                                                         | Mark Webber         | Red Bull-Renault     | 1 min 24 s 923   | 1 min 24 s 263   | 1 min 23 s 968   |
| 3                                                                                         | Nico Hülkenberg     | Sauber-Ferrari       | 1 min 24 s 776   | 1 min 24 s 305   | 1 min 24 s 065   |
| 4                                                                                         | Felipe Massa        | Ferrari              | 1 min 24 s 950   | 1 min 24 s 479   | 1 min 24 s 132   |
| 5                                                                                         | Fernando Alonso     | Ferrari              | 1 min 24 s 661   | 1 min 24 s 227   | 1 min 24 s 142   |
| 6                                                                                         | Nico Rosberg        | Mercedes             | 1 min 24 s 527   | 1 min 24 s 393   | 1 min 24 s 192   |
| 7                                                                                         | Daniel Ricciardo    | Toro Rosso-Ferrari   | 1 min 24 s 655   | 1 min 24 s 290   | 1 min 24 s 209   |
| 8                                                                                         | Sergio Pérez        | McLaren-Mercedes     | 1 min 24 s 635   | 1 min 24 s 592   | 1 min 24 s 502   |
| 9                                                                                         | Jenson Button       | McLaren-Mercedes     | 1 min 24 s 739   | 1 min 24 s 563   | 1 min 24 s 515   |
| 10                                                                                        | Jean-Éric Vergne    | Toro Rosso-Ferrari   | 1 min 24 s 630   | 1 min 24 s 575   | 1 min 28 s 050   |
| 11                                                                                        | Kimi Räikkönen      | Lotus-Renault        | 1 min 24 s 819   | 1 min 24 s 610   |                  |
| 12                                                                                        | Lewis Hamilton      | Mercedes             | 1 min 24 s 589   | 1 min 24 s 803   |                  |
| 13                                                                                        | Romain Grosjean     | Lotus-Renault        | 1 min 24 s 737   | 1 min 24 s 848   |                  |
| 14                                                                                        | Adrian Sutil        | Force India-Mercedes | 1 min 25 s 030   | 1 min 24 s 932   |                  |
| 15                                                                                        | Pastor Maldonado    | Williams-Renault     | 1 min 24 s 905   | 1 min 25 s 011   |                  |
| 16                                                                                        | Paul di Resta       | Force India-Mercedes | 1 min 25 s 009   | 1 min 25 s 077   |                  |
| 17                                                                                        | Esteban Gutiérrez   | Sauber-Ferrari       | 1 min 25 s 226   |                  |                  |
| 18                                                                                        | Valtteri Bottas     | Williams-Renault     | 1 min 25 s 291   |                  |                  |
| 19                                                                                        | Giedo van der Garde | Caterham-Renault     | 1 min 26 s 406   |                  |                  |
| 20                                                                                        | Charles Pic         | Caterham-Renault     | 1 min 26 s 563   |                  |                  |
| 21                                                                                        | Jules Bianchi       | Marussia-Cosworth    | 1 min 27 s 085   |                  |                  |
| 22                                                                                        | Max Chilton         | Marussia-Cosworth    | 1 min 27 s 480   |                  |                  |
| Temps minimal à réaliser pour la qualification : 1 min 30 s 221 (107 % de 1 min 24 s 319) |                     |                      |                  |                  |                  |

- Adrian Sutil, quatorzième temps des qualifications, est pénalisé de trois places sur la grille pour avoir gêné Lewis Hamilton durant les qualifications. Il s'élance donc dix-septième[21].

## Course

### Déroulement de l'épreuve

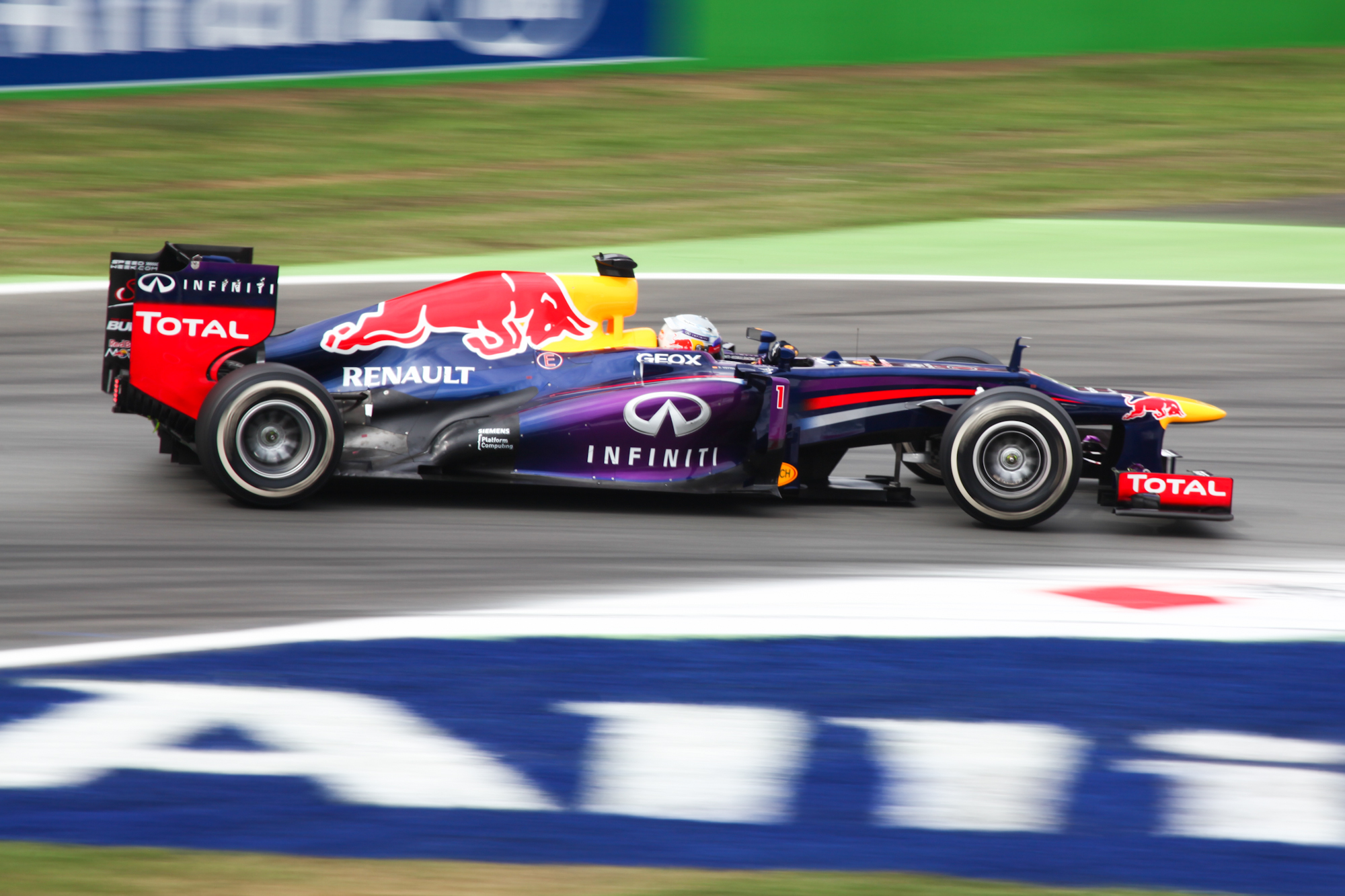
Sebastian Vettel remporte le Grand Prix d'Italie 2013.

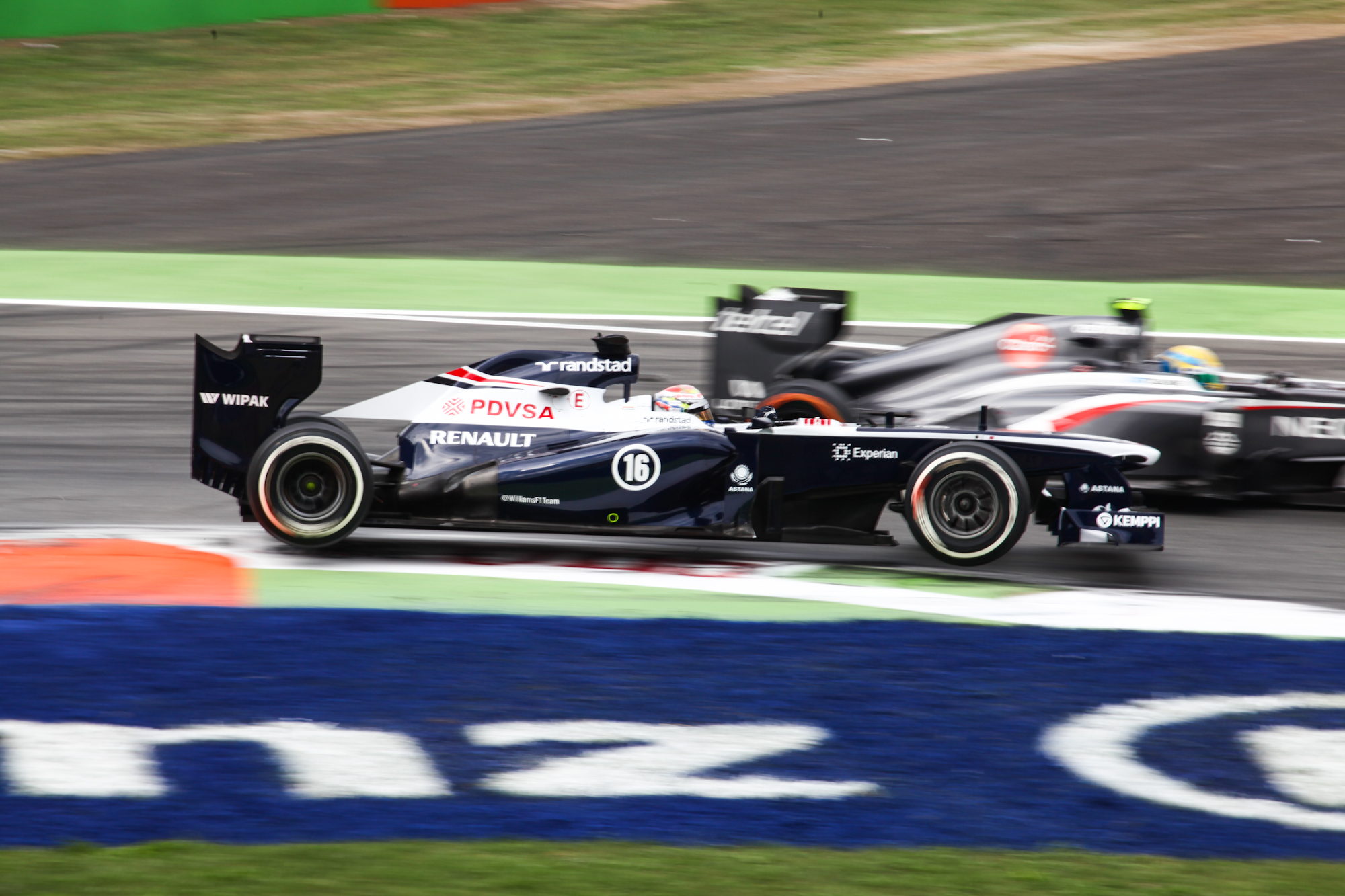
Pastor Maldonado et Esteban Gutiérrez au Grand Prix d'Italie 2013.

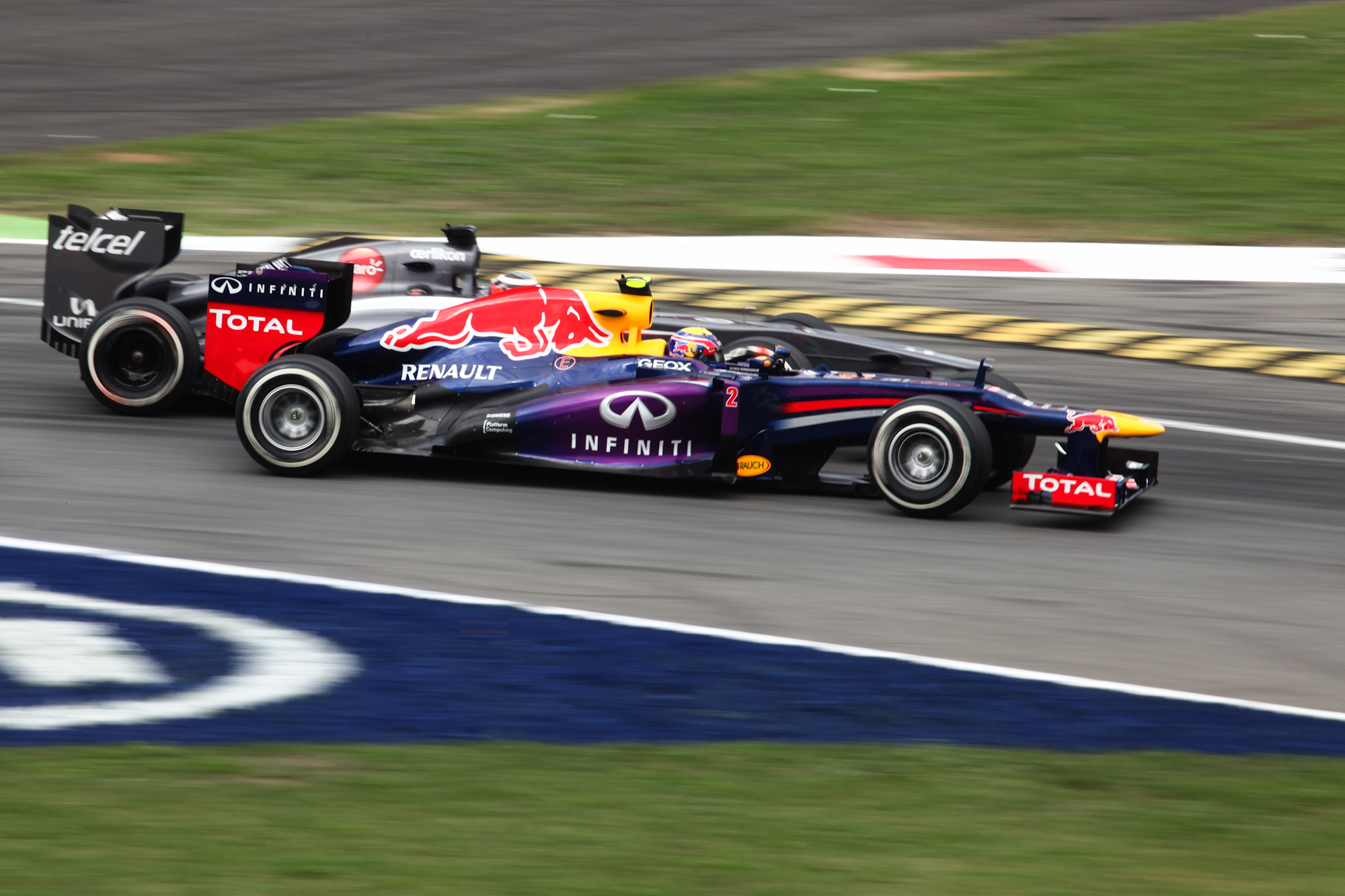
Mark Webber et Nico Hülkenberg au Grand Prix d'Italie 2013.

S'il pleuvait sur Monza à une demi-heure du départ, les pilotes prennent leurs positions sur la grille sur une piste sèche. Toutefois, le ciel chargé de nuages noirs reste menaçant au-dessus du circuit de Monza. Tous les pilotes du haut du classement sont chaussés de pneus tendres sauf Lewis Hamilton, Kimi Räikkönen et Esteban Gutiérrez, en pneus durs. À l'extinction des feux, Sebastian Vettel s'élance difficilement mais parvient, au prix d'un freinage violent à la première chicane qui endommage ses pneus avant, à contenir Felipe Massa auteur d'un excellent envol, Mark Webber et Fernando Alonso. Räikkönen percute l'arrière de la monoplace de Sergio Pérez qui s'est rabattu devant lui et abîme son aileron avant tandis que le Mexicain doit tirer tout droit dans l'échappatoire. Quelques hectomètres plus loin, dans la deuxième chicane, Paul di Resta freine trop tard, bloque ses pneus avant et perd la maîtrise de sa monoplace : il percute Romain Grosjean et arrache son train avant-gauche, ce qui provoque son abandon immédiat. Au premier passage sur la ligne de chronométrage, Vettel devance Massa, Webber, Alonso, Nico Hülkenberg, Nico Rosberg, Daniel Ricciardo, Pérez, Jean-Éric Vergne, Hamilton, Jenson Button, Adrian Sutil et Romain Grosjean ; Räikkönen, qui s'est arrêté pour changer son aileron et ses pneumatiques (toujours des durs), est désormais dernier,,.
Dès le troisième tour, Fernando Alonso est suffisamment revenu sur Webber pour tenter une première attaque : il le dépasse dans la deuxième chicane et le touche légèrement, lui arrachant un profil de l'aileron avant. Pendant ce temps, Vettel creuse l'écart : au sixième passage sur la ligne, il possède 3 secondes d'avance sur Massa, 4 s sur Alonso et 5 s sur Webber. À l'entame du huitième tour, Felipe Massa se laisse dépasser par son chef de file pour lui permettre de se lancer à la poursuite de Vettel qui compte un peu plus de 4 secondes d'avance au neuvième tour. Dans le même temps, la bagarre pour la neuvième place fait rage entre Vergne, Button, Hamilton et Grosjean,,. 
Victime d'une crevaison lente, Lewis Hamilton reçoit par radio l'ordre de son stand de rentrer mais n'obtempère pas : la radio du pilote britannique ne fonctionne plus et les consignes doivent lui être donnée par panneautage depuis la pit-lane; Hamilton rentre finalement au quatorzième tour pour chausser des pneus durs. Au tour suivant, Jean-Éric Vergne abandonne sur bris de transmission alors qu'il était neuvième,,.
Giedo van der Garde change ses pneus dans le dix-neuvième tour, Grosjean au suivant, Button au vingt-et-unième, Ricciardo, Pérez et Jules Bianchi au vingt-deuxième, Vettel et Webber au vingt-troisième. Fernando Alonso prend temporairement la tête de la course et Ferrari lui demande de prolonger son premier relais pour tenter de faire la différence sur ses rivaux en profitant d'une piste claire ; stratégie également adoptée par Mercedes avec Nico Rosberg. Massa, Hülkenberg, Sutil, Pastor Maldonado, Valtteri Bottas, Rosberg, Alonso (qui a passé quatre tours en tête) et Gutiérrez stoppent avant le vingt-septième tour,,. 
À l'issue des arrêts aux stands, Vettel a repris le commandement et possède 10 secondes d'avance sur Alonso, 11 s sur Webber, 13 s sur Massa, 15 s sur Räikkönen, 16 s sur Hülkenberg, 18 s sur Hamilton, 19 s sur Rosberg (qui a reçu la consigne d'équipe de laisser passer son coéquipier et s'est exécuté de mauvaise grâce en résistant dans la chicane) ; suivent Ricciardo, Button, Pérez et Grosjean. Hamilton attaque Hülkenberg pour le gain de la cinquième place et le dépasse entre les deux premières chicanes du circuit,,. 
Kimi Räikkönen, en stratégie décalée depuis sa mésaventure du départ, change ses pneus au trentième tour et tente le pari d'aller au bout de l'épreuve avec son nouveau train de pneus tendres quand ses adversaires en pneus durs tentent pour leur part de rejoindre le drapeau à damier sans repasser par leur stand. Au trente-neuvième passage, Vettel a désormais 12 secondes d'avance sur Alonso, 13 s sur Webber et 15 s sur Massa ; Lewis Hamilton, également sur stratégie décalée depuis sa crevaison, rentre changer ses pneus et ressort des stands dans les échappements de Räikkönen ; les deux hommes sont treizième et quatorzième. Mark Webber, qui connaît pourtant des problèmes de boîte de vitesses (sur les rapports 2 et 3), menace directement Fernando Alonso,,.
Kimi Räikkönen et Lewis Hamilton tirent profit de leurs pneus frais et remontent peu à peu tous leurs adversaires directs. Gutiérrez et Sutil sont les deux premiers rivaux victimes de leurs assauts, Räikkönen réalisant un spectaculaire dépassement par l'extérieur sur l'Allemand à l'entrée de la Parabolica. Hamilton dépasse ensuite successivement Räikkönen, Pérez et Button et est désormais à l'attaque sur Grosjean, lui-même à l'attaque de Ricciardo,,. 
Sebastian Vettel remporte la victoire, Fernando Alonso termine deuxième et Mark Webber troisième ; Massa se classe quatrième devant Hülkenberg, Rosberg et Ricciardo. Dans les derniers hectomètres, Hamilton attaque Grosjean et le passe mais doit prendre l'échappatoire à la chicane et céder son avantage : Grosjean conserve la huitième place devant Hamilton et Button,,.

### Classement de la course
| Pos. | no | Pilote              | Écurie               | Tours | Temps/Abandon                      | Grille | Points |
| ---- | -- | ------------------- | -------------------- | ----- | ---------------------------------- | ------ | ------ |
| 1    | 1  | Sebastian Vettel    | Red Bull-Renault     | 53    | 1 h 18 min 33 s 352 (234,269 km/h) | 1      | 25     |
| 2    | 3  | Fernando Alonso     | Ferrari              | 53    | + 5 s 467                          | 5      | 18     |
| 3    | 2  | Mark Webber         | Red Bull-Renault     | 53    | + 6 s 350                          | 2      | 15     |
| 4    | 4  | Felipe Massa        | Ferrari              | 53    | + 9 s 361                          | 4      | 12     |
| 5    | 11 | Nico Hülkenberg     | Sauber-Ferrari       | 53    | + 10 s 355                         | 3      | 10     |
| 6    | 9  | Nico Rosberg        | Mercedes             | 53    | + 10 s 999                         | 6      | 8      |
| 7    | 19 | Daniel Ricciardo    | Toro Rosso-Ferrari   | 53    | + 32 s 329                         | 7      | 6      |
| 8    | 8  | Romain Grosjean     | Lotus-Renault        | 53    | + 33 s 130                         | 13     | 4      |
| 9    | 10 | Lewis Hamilton      | Mercedes             | 53    | + 33 s 527                         | 12     | 2      |
| 10   | 5  | Jenson Button       | McLaren-Mercedes     | 53    | + 33 s 527                         | 9      | 1      |
| 11   | 7  | Kimi Räikkönen      | Lotus-Renault        | 53    | + 38 s 695                         | 11     |        |
| 12   | 6  | Sergio Pérez        | McLaren-Mercedes     | 53    | + 39 s 765                         | 8      |        |
| 13   | 12 | Esteban Gutiérrez   | Sauber-Ferrari       | 53    | + 40 s 880                         | 16     |        |
| 14   | 16 | Pastor Maldonado    | Williams-Renault     | 53    | + 49 s 085                         | 14     |        |
| 15   | 17 | Valtteri Bottas     | Williams-Renault     | 53    | + 56 s 827                         | 18     |        |
| 16   | 15 | Adrian Sutil        | Force India-Mercedes | 52    | Freins                             | 17     |        |
| 17   | 20 | Charles Pic         | Caterham-Renault     | 52    | + 1 tour                           | 20     |        |
| 18   | 21 | Giedo van der Garde | Caterham-Renault     | 52    | + 1 tour                           | 19     |        |
| 19   | 22 | Jules Bianchi       | Marussia-Cosworth    | 52    | + 1 tour                           | 21     |        |
| 20   | 23 | Max Chilton         | Marussia-Cosworth    | 52    | + 1 tour                           | 22     |        |
| Abd. | 18 | Jean-Éric Vergne    | Toro Rosso-Ferrari   | 14    | Transmission                       | 10     |        |
| Abd. | 14 | Paul di Resta       | Force India-Mercedes | 0     | Accident                           | 15     |        |

### Pole position et record du tour
- Pole position :  Sebastian Vettel (Red Bull-Renault) en 1 min 23 s 755 (248,998 km/h)[26].
- Meilleur tour en course :  Lewis Hamilton (Mercedes Grand Prix) en 1 min 25 s 849 (242,924 km/h) au cinquante-et-unième tour[27].

### Tours en tête
- Sebastian Vettel : 49 tours (1-23 / 28-53)[28]
- Fernando Alonso : 4 tours (24-27)

## Classements généraux à l'issue de la course
| Pos. | Pilote           | Écurie               | Points |
| ---- | ---------------- | -------------------- | ------ |
| 1    | Sebastian Vettel | Red Bull-Renault     | 222    |
| 2    | Fernando Alonso  | Ferrari              | 169    |
| 3    | Lewis Hamilton   | Mercedes             | 141    |
| 4    | Kimi Räikkönen   | Lotus-Renault        | 134    |
| 5    | Mark Webber      | Red Bull-Renault     | 130    |
| 6    | Nico Rosberg     | Mercedes             | 104    |
| 7    | Felipe Massa     | Ferrari              | 79     |
| 8    | Romain Grosjean  | Lotus-Renault        | 57     |
| 9    | Jenson Button    | McLaren-Mercedes     | 48     |
| 10   | Paul di Resta    | Force India-Mercedes | 36     |
| 11   | Adrian Sutil     | Force India-Mercedes | 25     |
| 12   | Sergio Pérez     | McLaren-Mercedes     | 18     |
| 13   | Daniel Ricciardo | Toro Rosso-Ferrari   | 18     |
| 14   | Nico Hülkenberg  | Sauber-Ferrari       | 17     |
| 15   | Jean-Éric Vergne | Toro Rosso-Ferrari   | 13     |
| 16   | Pastor Maldonado | Williams-Renault     | 1      |

| Pos. | Écurie               | Points |
| ---- | -------------------- | ------ |
| 1    | Red Bull-Renault     | 352    |
| 2    | Ferrari              | 248    |
| 3    | Mercedes             | 245    |
| 4    | Lotus-Renault        | 191    |
| 5    | McLaren-Mercedes     | 66     |
| 6    | Force India-Mercedes | 61     |
| 7    | Toro Rosso-Ferrari   | 31     |
| 8    | Sauber-Ferrari       | 17     |
| 9    | Williams-Renault     | 1      |

## Statistiques
Le Grand Prix d'Italie 2013 représente :
- la 40e pole position de sa carrière pour Sebastian Vettel[31] ;
- la 32e victoire de sa carrière pour Sebastian Vettel qui rejoint Fernando Alonso au quatrième rang des vainqueurs de Grands Prix. Ces deux pilotes devancent, au cinquième rang des vainqueurs de Grands Prix, Nigel Mansell (31 victoires)[32],[33] ;
- la 40e victoire pour Red Bull Racing en tant que constructeur[34] ;
- la 158e victoire pour Renault en tant que motoriste[35].

Au cours de ce Grand Prix :
- Nico Hülkenberg passe la barre des 100 points inscrits en championnat du monde (102 points)[36] ;
- Nico Rosberg passe la barre des 500 points inscrits en championnat du monde (503,5 points)[37] ;
- Danny Sullivan (15 Grands Prix chez Tyrrell Racing en 1983 (2 points), second de la Race of Champions 1983, vainqueur des 500 miles d'Indianapolis 1985 et champion CART 1988) est nommé conseiller des commissaires de course.